# دبليو دبليو إف سوبر راسلمنيا
دبليو دبليو إف سوبر راسلمنيا (بالإنجليزية: WWF Super WrestleMania)‏ ، هي لعبة فيديو إلكترونية من نوع رياضة المصارعة الحرة، نشرت في الأسواق الأمريكية سنة 1992م، ويظهر شخصيات المصارعين مثل هولك هوجان وغيرهم.